# Пелітизація
Пелітизація (рос. пелитизация, англ. pelitization, pelletization, нім. Pelitisierung f, Pelitisation f) –
- 1) Помутніння польових шпатів унаслідок їх розкладання і переходу в глинисті мінерали (дійсна П. за Ф.Левінсон-Лессінгом, 1898). П. — первинна стадія зміни польових шпатів.

- 2) Помутніння польових шпатів, зумовлене наявністю в них дрібних включень, бульбашок повітря чи рідини (уявна П. за Д.Коржинським, 1940).